# Semiothisa catualda
Semiothisa catualda är en fjärilsart som beskrevs av Druce 1893. Semiothisa catualda ingår i släktet Semiothisa och familjen mätare. Inga underarter finns listade i Catalogue of Life.